# Ugo Clerici
Ugo Clerici (Sorbolo, 21 luglio 1875 – Milano, gennaio 1943) è stato un sindacalista, giornalista e agente segreto italiano.
Come esponente della Camera del Lavoro di Parma fu uno dei protagonisti del grande Sciopero agrario parmense del 1908. In seguito fu redattore del quotidiano Il Popolo d'Italia e membro del controspionaggio francese ed italiano.

## Biografia

### Le origini
Nato a Sorbolo (PR), in gioventù fu impiegato ferroviario a Firenze, dove, tra il 1905 e il 1906, insieme al collega Pulvio Zocchi, fondò il periodico ferroviario La Staffetta. Passò poi a Parma, sempre come impiegato presso l’amministrazione delle ferrovie. Nel novembre 1907 partecipò al Convegno sindacale di Parma, organizzato dai sindacalisti dissidenti dalla Confederazione Generale del Lavoro e, nel maggio-giugno 1908, sempre nella città emiliana, in qualità di esponente della Camera del Lavoro locale, partecipò al grande sciopero agrario guidato dal sindacalista liccianese Alceste de Ambris.

### Lo sciopero agrario parmense del 1908 e l'arresto
Arrestato nel corso dello stesso, finì in carcere a Lucca, ma, in attesa del processo, venne presentato ugualmente alle elezioni suppletive del 1909 come candidato-protesta nel collegio di Parma. Clerici venne assolto grazie alla difesa, che riuscì a scagionarlo sottolineando “lo spirito conciliativo e collaborativo tenuto con la prefettura di Parma” durante lo sciopero. Prima dell’assoluzione, però, si era lasciato andare a dichiarazioni compromettenti, riportate anche da Il Resto del Carlino, relative ai rapporti esistiti tra i sindacalisti e il sindaco di Parma, Luigi Lusignani, proprio durante la manifestazione. Clerici affermò che il sindaco aveva agito da informatore e che tra di loro c’erano stati vari colloqui segreti.
Segnalato come socialista nel corso del 1908, l'11 maggio 1909, dopo l’assoluzione, ritornò a Parma, accolto da una folla festante, ma divette partire subito per Torino, dopo essere stato assegnato alla stazione ferroviaria della città piemontese. Abbandonò il lavoro presso le ferrovie qualche anno dopo, per trasferirsi a Genova, dove per qualche tempo co-condusse una azienda di import-export di caffè insieme al socio Angiolino De Ambris, fratello di Alceste.

### Agente del controspionaggio italo-francese
All'inizio della guerra, nel 1914, venne assegnato alla Mission maritime française de revitaillement et d'achat, con sede a Genova. Nata per fini commerciali, dopo lo scoppio del conflitto era diventata un vero e proprio ufficio di informazioni e di controspionaggio alle dipendenze dell'avvocato Coutret ed era collegata con una missione francese a Milano. Motivo per cui, insieme alla numerosa famiglia, che lo aveva seguito nei suoi precedenti spostamenti, Clerici si trasferì, poco dopo, proprio nella città meneghina. 
Tra il settembre e il dicembre 1914, attraverso il conterraneo Filippo Naldi assistette da vicino alla nascita del quotidiano Il Popolo d'Italia, di cui fu anche redattore e partecipò sia alla stesura del Fascio rivoluzionario d'azione internazionalista, manifesto programmatico politico dell'interventismo di sinistra, sia alla nascita del Fascio d'azione rivoluzionaria (o Fascio d'azione internazionalista-interventista), movimento legato al mondo degli interventisti rivoluzionari.
Fu quindi anche come membro del controspionaggio francese (o, meglio, italo-francese) che, a partire dalla fine del 1914, Clerici effettuò numerosi viaggi, a frequenza mensile, tra Milano e Parigi e tra il capoluogo lombardo e l'ambasciata francese a Roma, al fine di recuperare i vari finanziamenti che i socialisti francesi, ministri del governo Viviani II, avevano voluto mettere a disposizione di Mussolini per mantenere in vita il suo nuovo giornale socialista interventista.
Durante i suoi viaggi a Roma, il punto di riferimento di Clerici fu quasi sempre il primo consigliere di legazione dell'Ambasciata francese nella capitale italiana, Robert de Billy. Era stato de Billy, nel febbraio 1915, a ricevere Mussolini all’ambasciata in qualità di sostituto dell’ambasciatore Barrère e fu proprio con lui che, in seguito, dal 1915 al 1917, Clerici si rapportò per assicurarsi che una parte dei finanziamenti francesi venisse assegnata regolarmente a Il Popolo d'Italia. 
Clerici venne segnalato come capo del “gruppo informatori di Milano e della Svizzera”, probabilmente del servizio informazioni e del controspionaggio francese, e questo proprio mentre Naldi e Mussolini frequentavano Ginevra al fine di ottenere appoggi per Il Popolo d'Italia dalla filiale locale della Haasenstein & Vogler. La corrispondenza con de Billy si interruppe nel 1917, ma questo non impedì all’italiano di continuare a frequentare l’ambasciata francese e di lavorare per il controspionaggio transalpino. 

#### Intermediario tra Mussolini e l'Ansaldo
Già sul finire del 1914 i nomi di Mario e Pio Perrone dell'Ansaldo erano comparsi nella lista dei primissimi finanziatori de Il Popolo d'Italia. Il loro coinvolgimento era stato possibile grazie a Filippo Naldi, a quel tempo direttore de il Resto del Carlino. Ma con l'andare del tempo e, soprattutto, dopo il distacco di Naldi da Mussolini, si era reso necessario rinnovare i contratti pubblicitari attraverso cui la società genovese finanziava tale quotidiano. Il rinnovo del contratto avvenne verso la metà del 1918 e Clerici venne indicato come uno degli intermediari tra il direttore de Il Popolo d'Italia e il gruppo Ansaldo.

### L'arresto durante il fascismo
Nei primi anni del fascismo Clerici svolse l’attività di informatore per il regime e per la polizia italiana, sfruttando forse la grande amicizia che da anni lo legava a Mussolini. Tuttavia, con la nomina a direttore generale della pubblica sicurezza del campano Arturo Bocchini, le cose per lui cambiarono drasticamente, tanto che nell'ottobre 1927 venne arrestato e mandato al confino per sette mesi, con l’accusa di avere nascosto documenti compromettenti riguardanti Mussolini, documenti che però non furono mai trovati.
Nel 1927 Clerici subì anche una violenta aggressione (durante la quale perse un occhio) da parte di alcuni fascisti, per avere denunciato la collusione con la mafia del federale fascista milanese Mario Giampaoli. Nello specifico, questo avvenne perché, nel maggio 1927, Clerici era stato autore di una nota informativa, la quale in seguito giunse anche sulla scrivania di Benito Mussolini, che segnalava le malefatte di Giampaoli. L'anno successivo Giampaoli fu travolto dallo scandalo Belloni.
Dopo essere stato scarcerato per volontà di Mussolini e Bocchini, alcune intimidazioni subite lo convinsero però a sospendere l’attività informativa, che riprese pochi anni dopo. Prima della scomparsa, avvenuta nel gennaio 1943, lavorò per qualche tempo alle dipendenze del deputato Giacinto Motta, presidente della Edison.